# Handbike

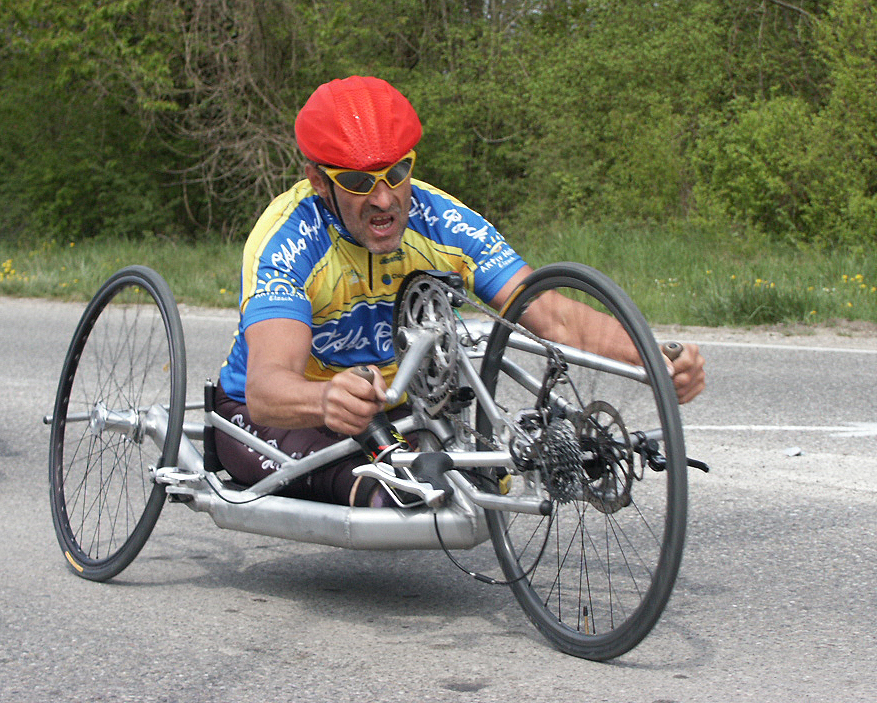
Una handbike da competizione.

Una handbike (traducibile come "velocimano") è una macchina particolare tipo di velocipede, che si muove tramite delle manovelle mosse grazie alle braccia umane. È quindi spesso usata da persone con disabilità o malformazioni agli arti inferiori. La maggior parte delle handbike sono su tre ruote. 
È usato anche come veicolo in numerose competizioni sportive di paraciclismo. In Italia la più importante di tali manifestazioni è il Giro d'Italia di handbike.